# Cromatografia su carta

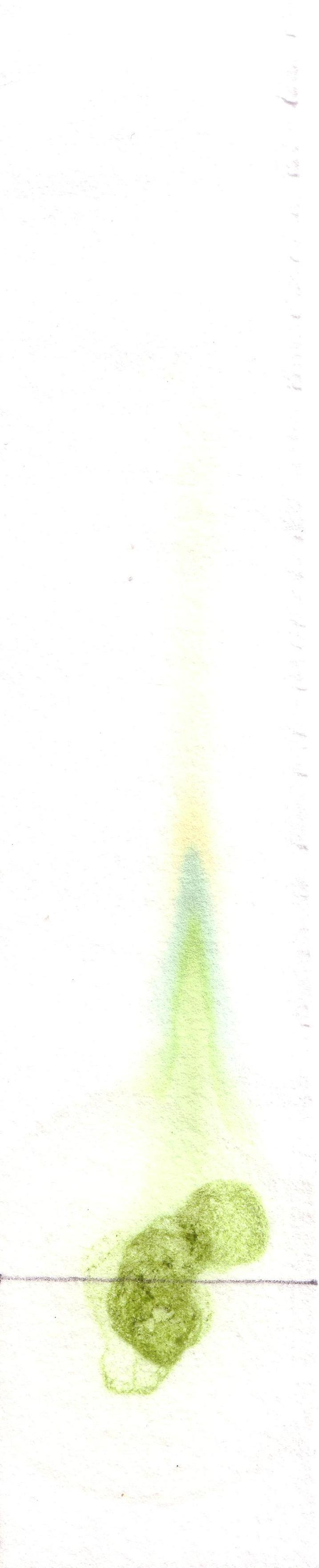
Esempio di cromatografia su carta in fase ascendente (tramite solventi organici) della clorofilla ottenuta da foglie di spinaci.

La cromatografia su carta è una delle più vecchie tecniche cromatografiche, ed è un sistema di separazione di un miscuglio omogeneo; permise di effettuare efficacemente separazioni con mezzi economici (a partire dal 1940).
Sostanzialmente, si utilizza un foglio di carta da filtro (preparata appositamente e leggermente differente dalla carta per filtrare), su un bordo della quale si deposita la soluzione da separare. Si sospende quindi il foglio di carta in modo tale che il bordo inferiore peschi in una bacinella con la fase mobile, lasciando che per capillarità il liquido salga lungo il foglio di carta (cromatografia in fase ascendente).
Alternativamente, si ripiega il bordo adiacente alla sostanza da separare, facendolo pescare nella bacinella (contenente la fase mobile) posta in alto e facendo in modo che il resto del foglio scenda verso il basso. La fase mobile fluirà lungo il foglio scendendo verso il basso (cromatografia in fase discendente).
La cromatografia su carta venne sviluppata soprattutto per le prime separazioni di amminoacidi, usando come fase mobile una miscela di 1-butanolo, acido acetico ed acqua. Come fase mobile è possibile usare anche alcol etilico.